# Brunkindad fnittertrast
Brunkindad fnittertrast (Trochalopteron henrici) är en bergslevande tätting i familjen fnittertrastar, endemisk för Kina.

## Kännetecken

### Utseende
Brunkindad fnittertrast är en medelstor (24,5-26 cm), brungrå fnittertrast med blågrå vingar och en lång och avsmalnad, vitspetsad stjärt. Karakteristiskt är mörk, kastanjefärgad kind, ett brett vitt mustaschstreck och kastanjefärgad undergump. Den skärbruna näbben är rätt kraftig.

### Läte
Den klara sången upprepas varje fjärde till tionde sekund: "wichi-pi-choo".

## Utbredning och systematik
Brunkindad fnittertrast förekommer i halvtorr bergsbuskskog i västra Kina (sydvästra Xinjiang och sydöstra Tibet). Den behandlas som monotypisk, det vill säga att den inte delas in i några underarter. Tidigare har den behandlats som samma art som ljushättad fnittertrast (Trochalopteron elliotii) och taiwanfnittertrast (Trochalopteron elliotii).

### Släktestillhörighet
Tidigare inkluderas arterna i Trochalopteron i Garrulax, men genetiska studier har visat att de är närmare släkt med exempelvis prakttimalior (Liocichla) och sångtimalior (Leiothrix).

## Levnadssätt
Brunkindad fnittertrast förekommer i halvtorra bergsbelägna buskmarker, men även kring bebyggelse och jordbruksmarker, på mellan 1980 och 4570 meters höjd. Den lever troligen av ryggradslösa djur och visst vegetabiliskt material som den födosöker efter mestadels på marken i par eller små grupper. Fågeln häckar från maj till juli. Boet är en slarvigt bygg boskål av torrt gräs, döda löv, näver och mossa som placeras i en häck eller buske nära marken. Däri lägger den två till tre ägg. Arten är stannfågel med endast små rörelser i höjdled vintertid.

## Status och hot
Artens populationstrend är okänd, men utbredningsområdet är relativt stort. Internationella naturvårdsunionen IUCN anser inte att den är hotad och placerar den därför i kategorin livskraftig. Världspopulationen har inte uppskattats, men den beskrivs som allt från lokalt vanlig till sällsynt.

## Namn
Fågelns vetenskapliga artnamn hedrar Henri Philippe Marie Prince d’Orléans (1867-1901), fransk upptäcktsresande och samlare av specimen.